# Inferno (film, 1999)
Pour les articles homonymes, voir Inferno.
Pour plus de détails, voir Fiche technique et Distribution.
Inferno est un film américain réalisé par John G. Avildsen, sorti en 1999.

## Synopsis
Eddie, un aventurier solitaire, parcourt les routes de l'Ouest américain à moto. Il arrive à Inferno, une petite ville où sévit une bande d'hommes sanguinaires. Agressé et laissé pour mort par trois d'entre eux, Eddie décide de se venger.

## Fiche technique
- Titre original : Inferno
- Titres alternatifs : Coyote Moon (titre de préparation), Desert Heat (titre du DVD américain)
- Réalisateur : John G. Avildsen
- Scénario : Tom O'Rourke
- Photographie : Ross A. Maehl
- Musique originale : Bill Conti
- Pays de production :  États-Unis
- Langue originale : anglais
- Format : Couleur / 35mm / 1,85:1 / Dolby Digital
- Durée : 95 minutes
- Budget : $22,000,000 (estimation imdb)
- Dates de sortie :
  - Koweit : 28 juillet 1999 (première sortie mondiale)
  - Italie : 10 septembre 1999
  - États-Unis : 25 septembre 1999
  - France : 5 juin 2002

## Distribution
- Jean-Claude Van Damme (VF : Patrice Baudrier) : Eddie Lomax
- Pat Morita (VF : Roger Carel) : Jubal Early
- Danny Trejo (VF : Pascal Renwick) : Johnny Six Toes
- Gabrielle Fitzpatrick : Rhonda Reynolds
- Larry Drake : Ramsey Hogan
- Vincent Schiavelli : M. Singh
- Paul Koslo : Ives
- Jonathan Avildsen (VF : Thierry Ragueneau) : Petey